# Estera Heiber-Fajersztejn
Estera Heiber-Fajersztejn est une résistante, l'une des membres fondateurs du Comité de défense des Juifs (CDJ) qui sauva des milliers d'enfants juifs de la déportation en les plaçant dans des institutions amies ou dans des familles d'accueil.
Estera Heiber, appelé "Esta" par ses proches et "Madame Pascale" dans la clandestinité était l'épouse de Maurice Heiber qui était responsable de la section enfance du CDJ et, jusqu'en 1943, directeur du service social de l'Association des Juifs en Belgique (AJB). Estera Heiber mit au point le système de codage des informations relatives aux enfants placés. Il fallait en effet éviter, en cas de descente de la Gestapo, que celle-ci puisse s'emparer de la liste de ces enfants. Estera Heiber créa donc quatre carnets. Le premier comportait les noms et un code de référence, le deuxième, ce code de référence et la fausse identité des enfants, le troisième, le code et l'endroit où ils se cachaient et enfin, le dernier reprenait, le code et leur adresse réelle. Seules trois personnes détenaient ces carnets: Estera, Maurice Heiber et Yvonne Jospa. D'autres carnets existaient, une dizaine au total, ils servaient à la comptabilité des sommes versées aux "logeurs". Ces carnets sont conservés par le Service des victimes de la guerre (SVG).
Les époux Heiber, sur base du fichier officiel détenu par l'Association des Juifs en Belgique (AJB) et recensant l'ensemble des juifs officiellement établis sur le territoire belge, se mirent à contacter systématiquement les familles pour qu'elles consentent à mettre leurs enfants en sécurité via le réseau du CDJ. Des milliers d'enfants juifs échappèrent ainsi à la déportation.
Les carnets d'Estera Heiber furent d'une aide précieuse à l'issue de la guerre, lorsqu'il fut question de restituer les enfants à leurs parents ou famille proche lorsque ceux-ci avaient été déportés comme ce fut, hélàs, fréquemment le cas.